# Phare de Stora Karlsö
Le phare de Stora Karlsö (en suédois : Stora Karlsö fyr) est un phare situé sur l'île de Stora Karlsö, appartenant à l'unique commune de Gotland, dans le Comté de Gotland (Suède).
Le phare de Stora Karlsö est inscrit au répertoire des sites et monuments historiques par la Direction nationale du patrimoine de Suède .

## Histoire
Stora Karlsö est une petite île inhabitée sur la côte sud-ouest de Gotland. C'est une réserve naturelle.
Le phare, construit en 1887, a été électrifié et automatisé en 1974 quand il a été relié à un câble sous-marin. Sa lentille de Fresnel de 4e ordre d'origine est toujours dans la lanterne.
Le phare a été désactivé en 2010 et sa lumière, fonctionnant désormais avec des panneaux solaires, est positionnée sur un mât à côté du phare.

## Description
Le phare  est une tour octogonale de 18 mètres de haut, avec une galerie et une lanterne, attachée à une maison de gardiens en pierre de deux étages. Le dôme de la lanterne est vert. Il émet, à une hauteur focale de 20,6 mètres, deux longs éclats (blanc et rouge) selon différents secteurs toutes les 12 secondes. Sa portée nominale est de 16 milles nautiques (environ 30 km) pour le feu blanc et 13 milles nautiques (environ 24 km) pour le feu rouge.
Identifiant : ARLHS : SWE-371 ; SV-4250 - Amirauté : C7224 - NGA : 9772 .

## Caractéristique dufeu maritime
Fréquence : 12 secondes (W-R)
- Lumière : 2 secondes
- Obscurité : 2 secondes
- Lumière : 2 secondes
- Obscurité : 6 secondes

|          |
| Le phare |

|                  |
| Le phare de nuit |

### Lien connexe
- Liste des phares de Suède